# Mansur II
Abu'l-Harith Mansur II (in persiano منصور دوم سامانی‎; ... – 2 febbraio 999) è stato un emiro samanide dei Samanidi (997–999).

## Biografia
Mansur II, figlio di Nūḥ II, succedette al padre come emiro quando era ancora giovane. Il suo regno durò solamente due anni.
Fu costretto a fuggire in seguito ad una ribellione. Nasr Khan sedò la ribellione e contattò Fa'iq che allora era il governatore di Samarcanda. Baktuzun e Fa'iq, che temevano un tradimento da parte di  Mansur II, lo catturarono e poi lo accecarono nel 999.
In seguito nominarono emiro il fratello minore di Mansur II Abd al-Malik II.